# G*Power
G*Power ist ein Computerprogramm zur Durchführung von statistischen Tests, insbesondere Power-Tests. G*Power wurde von vier deutschen Psychologen (Axel Buchner, Edgar Erdfelder, Franz Faul, Albert-Georg Lang) seit 1992 entwickelt. Das Programm ist urheberrechtlich geschützt, aber kostenlos für jedermann.

## Funktionsumfang
Anders als die meisten Programme zur statistischen Analyse empirischer Daten (Statistik-Software) arbeitet G*Power nicht mit den Rohdaten, sondern stellt Routinen für verschiedene Tests auf aggregierter Ebene (Kennwerte und Verteilungen) zur Verfügung. Daher gibt es in G*Power keine Datenmatrix, die die Daten für jeden Fall und jede Variable aufnimmt.
G*Power bietet annähernd 50 verschiedene Tests, die in fünf verteilungsbasierte Gruppen (im Programm als "Test family" bezeichnet) eingeteilt sind:
- "Exact": Tests, die auf keiner Wahrscheinlichkeitsverteilung basieren (z. B. Binomialtest, McNemar-Test, exakter Fisher-Test),
- "F Tests": Tests, die auf der F-Verteilung basieren,
- "t tests": Tests, die auf der t-Verteilung basieren,
- "χ² tests": Tests, die auf der Chi-Quadrat-Verteilung basieren,
- "z tests": Test, die auf der Normalverteilung basieren.

Für jeden Test stehen fünf Analysetypen (im Programm als "Type of power analysis" bezeichnet) zur Verfügung:
- "A priori": Berechnet die benötigte Stichprobengröße, wenn das Fehlerniveau für den Fehler 1. Art (α), die Power (1-β) und die Effektgröße vorgegeben sind,
- "Compromise": Berechnet das implizite α und die Power, wenn das Verhältnis von α zu β, die Stichprobengröße und die Effektgröße vorgegeben sind,
- "Criterion": Berechnet α, wenn Power, Effektgröße und Stichprobengröße vorgegeben sind,
- "Post hoc": Berechnet die erreichte Power, wenn α, Stichprobengröße und Effektgröße vorgegeben sind,
- "Sensitivity": Berechnet die Effektgröße, wenn α, Power und Stichprobengröße vorgegeben sind.

Alle Tests stehen für einseitige und zweiseitige Betrachtung zur Verfügung. Für einzelne als Input verlangte Parameter besteht die Möglichkeit, diese aus anderen Parametern zu bestimmen.

## Versionen und Bedienung
Die erste veröffentlichte Version hieß G*Power 2. 2007 wurde G*Power 3 mit erweitertem Funktionsumfang (u. a. wurden die Testtypen "Compromise" und "Criterion" hinzugefügt) veröffentlicht.
Die Bedienung ist vollständig menügeführt. Die Benutzeroberfläche ist nur in englischer Sprache verfügbar.

## Lizenz
G*Power ist durch die Autoren urheberrechtlich geschützt (ist also keine „Freie Software“, obwohl „free for everyone“). Das Programm steht kostenlos auf einer Website der Heinrich-Heine-Universität Düsseldorf zur Verfügung, ein kommerzieller Vertrieb wird ausdrücklich untersagt, Screenshots dürfen ohne Erlaubnis verwendet werden.